# Ізотопи азоту
Природний азот (7N) складається з двох стабільних ізотопів: переважна більшість (99,6%) природного азоту – це азот-14, решта – азот-15. Також відомо тринадцять радіоізотопів з атомними масами в діапазоні від 9 до 23 разом із трьома ядерними ізомерами. Усі ці радіоізотопи є короткоживучими, найдовше живучим є азот-13 з періодом напіврозпаду 9.965(4) хв. Усі інші мають період напіврозпаду менше 7,15 секунди, причому більшість із них менше 620 мілісекунд. Більшість ізотопів з атомними масовими числами нижче 14 розпадаються на ізотопи вуглецю, тоді як більшість ізотопів з масами понад 15 розпадаються на ізотопи кисню. Найбільш короткоживучим відомим ізотопом є азот-10 з періодом напіврозпаду 143(36) йоктосекунд, хоча період напіврозпаду азоту-9 не виміряли точно.

## Список ізотопів
| Нуклід | Z                 | N                 | Масса ізотопа (а.о.м.) | Період напіврозпаду        | Спосіб розпаду      | Дочірній ізотоп | Спін і парність | Ізотопна поширеність | Ізотопна поширеність |
| Нуклід | Енергія збудження | Енергія збудження | Енергія збудження      | Період напіврозпаду        | Спосіб розпаду      | Дочірній ізотоп | Спін і парність | Частка               | Можливе відхилення   |
| ------ | ----------------- | ----------------- | ---------------------- | -------------------------- | ------------------- | --------------- | --------------- | -------------------- | -------------------- |
| 9N     | 7                 | 2                 |                        | <1 ас                      | 5p                  | 4He             |                 |                      |                      |
| 10N    | 7                 | 3                 | 10.04165(43)           | 143(36) йс                 | p ?                 | 9C ?            | 1−, 2−          |                      |                      |
| 11N    | 7                 | 4                 | 11.026158(5)           | 585(7) йс [780.0(9.3) кеВ] | p                   | 10C             | 1/2+            |                      |                      |
| 11mN   | 740(60) кеВ       | 740(60) кеВ       | 740(60) кеВ            | 690(80) йс                 | p                   |                 | 1/2−            |                      |                      |
| 12N    | 7                 | 5                 | 12.0186132(11)         | 11.000(16) мс              | β+ (98.07(4)%)      | 12C             | 1+              |                      |                      |
| 12N    | 7                 | 5                 | 12.0186132(11)         | 11.000(16) мс              | β+α (1.93(4)%)      | 8Be             | 1+              |                      |                      |
| 13N    | 7                 | 6                 | 13.00573861(29)        | 9.965(4) хв                | β+                  | 13C             | 1/2−            |                      |                      |
| 14N    | 7                 | 7                 | 14.003074004251(241)   | Стабільний                 | Стабільний          | Стабільний      | 1+              | [0.99578, 0.99663]   |                      |
| 14mN   | 2312.590(10) кеВ  | 2312.590(10) кеВ  | 2312.590(10) кеВ       |                            | ІП                  | 14N             | 0+              |                      |                      |
| 15N    | 7                 | 8                 | 15.000108898266(625)   | Стабільний                 | Стабільний          | Стабільний      | 1/2−            | [0.00337, 0.00422]   |                      |
| 16N    | 7                 | 9                 | 16.0061019(25)         | 7.13(2) с                  | β− (99.99846(5)%)   | 16O             | 2−              |                      |                      |
| 16N    | 7                 | 9                 | 16.0061019(25)         | 7.13(2) с                  | β−α (0.00154(5)%)   | 12C             | 2−              |                      |                      |
| 16mN   | 120.42(12) кеВ    | 120.42(12) кеВ    | 120.42(12) кеВ         | 5.25(6) мкс                | ІП (99.999611(25)%) | 16N             | 0−              |                      |                      |
| 16mN   | 120.42(12) кеВ    | 120.42(12) кеВ    | 120.42(12) кеВ         | 5.25(6) мкс                | β− (0.000389(25)%)  | 16O             | 0−              |                      |                      |
| 17N    | 7                 | 10                | 17.008449(16)          | 4.173(4) с                 | β−n (95.1(7)%)      | 16O             | 1/2−            |                      |                      |
| 17N    | 7                 | 10                | 17.008449(16)          | 4.173(4) с                 | β− (4.9(7)%)        | 17O             | 1/2−            |                      |                      |
| 17N    | 7                 | 10                | 17.008449(16)          | 4.173(4) с                 | β−α (0.0025(4)%)    | 13C             | 1/2−            |                      |                      |
| 18N    | 7                 | 11                | 18.014078(20)          | 619.2(1.9) мс              | β− (80.8(1.6)%)     | 18O             | 1−              |                      |                      |
| 18N    | 7                 | 11                | 18.014078(20)          | 619.2(1.9) мс              | β−α (12.2(6)%)      | 14C             | 1−              |                      |                      |
| 18N    | 7                 | 11                | 18.014078(20)          | 619.2(1.9) мс              | β−n (7.0(1.5)%)     | 17O             | 1−              |                      |                      |
| 18N    | 7                 | 11                | 18.014078(20)          | 619.2(1.9) мс              | β−2n ?              | 16O ?           | 1−              |                      |                      |
| 19N    | 7                 | 12                | 19.017022(18)          | 336(3) мс                  | β− (58.2(9)%)       | 19O             | 1/2−            |                      |                      |
| 19N    | 7                 | 12                | 19.017022(18)          | 336(3) мс                  | β−n (41.8(9)%)      | 18O             | 1/2−            |                      |                      |
| 20N    | 7                 | 13                | 20.023370(80)          | 136(3) мс                  | β− (57.1(1.4)%)     | 20O             | (2−)            |                      |                      |
| 20N    | 7                 | 13                | 20.023370(80)          | 136(3) мс                  | β−n (42.9(1.4)%)    | 19O             | (2−)            |                      |                      |
| 20N    | 7                 | 13                | 20.023370(80)          | 136(3) мс                  | β−2n ?              | 18O ?           | (2−)            |                      |                      |
| 21N    | 7                 | 14                | 21.02709(14)           | 85(5) мс                   | β−n (87(3)%)        | 20O             | (1/2−)          |                      |                      |
| 21N    | 7                 | 14                | 21.02709(14)           | 85(5) мс                   | β− (13(3)%)         | 21O             | (1/2−)          |                      |                      |
| 21N    | 7                 | 14                | 21.02709(14)           | 85(5) мс                   | β−2n ?              | 19O ?           | (1/2−)          |                      |                      |
| 22N    | 7                 | 15                | 22.03410(22)           | 23(3) мс                   | β− (54.0(4.2)%)     | 22O             | 0−#             |                      |                      |
| 22N    | 7                 | 15                | 22.03410(22)           | 23(3) мс                   | β−n (34(3)%)        | 21O             | 0−#             |                      |                      |
| 22N    | 7                 | 15                | 22.03410(22)           | 23(3) мс                   | β−2n (12(3)%)       | 20O             | 0−#             |                      |                      |
| 23N    | 7                 | 16                | 23.03942(45)           | 13.9(1.4) мс               | β− (> 46.6(7.2)%)   | 23O             | 1/2−#           |                      |                      |
| 23N    | 7                 | 16                | 23.03942(45)           | 13.9(1.4) мс               | β−n (42(6)%)        | 22O             | 1/2−#           |                      |                      |
| 23N    | 7                 | 16                | 23.03942(45)           | 13.9(1.4) мс               | β−2n (8(4)%)        | 21O             | 1/2−#           |                      |                      |
| 23N    | 7                 | 16                | 23.03942(45)           | 13.9(1.4) мс               | β−3n (< 3.4%)       | 20O             | 1/2−#           |                      |                      |

1. ↑  Розпадається через випромінювання протона до 8C, який негайно випромінює два протони, перетворюючись у 6Be,  який також випромінює два протони перетворюючись у стабільний 4He[3]
2. 1 2 3 4  Спосіб розпаду енергетично дозволений, але для цього нукліда ніколи експериментально не спостерігався.
3. ↑  Одразу розпадається на дві альфа-частинки, нетто-реакція: 12N → 3 4He + e+.
4. ↑  Використовується в позитрон-емісійній томографії
5. ↑  Одне з кількох стабільних ядер з непарною кількістю протонів і непарною кількістю нейтронів
6. ↑  Найважчий ізотоп азоту Ядерна крапельна лінія(інші мови)

## Азот-13
Азот-13 і кисень-15 утворюються в атмосфері, коли гамма-промені (наприклад, від блискавки) вибивають нейтрони з азоту-14 і кисню-16:
14N + γ → 13N + n
16O + γ → 15O + n
Утворений в результаті азот-13 розпадається з періодом напіврозпаду 9.965(4) хв до вуглецю-13, випускаючи позитрон. Позитрон швидко анігілює з електроном, утворюючи два гамма-промені близько 511 кеВ. Після удару блискавки це гамма-випромінювання згасає з періодом напіврозпаду в десять хвилин, але ці низькоенергетичні гамма-промені в середньому проходять у повітрі лише близько 90 метрів, тому їх можна виявити лише протягом хвилини або близько того, тому що "хмара" 13N і 15O розвіюється вітром.

## Азот-14
Азот-14 є одним із двох стабільних ізотопів азоту, який становить близько 99,636% природного азоту.
Азот-14 є одним з небагатьох стабільних нуклідів з непарною кількістю протонів і нейтронів (по сім) і єдиний, який становить більшу частину його елемента. Кожен протон або нейтрон вносить до спіну ядра плюс або мінус 1/2, що дає ядру загальний магнітний спін, який дорівнює 1.
Вважається, що вихідним джерелом азоту-14 і азоту-15 у Всесвіті є зоряний нуклеосинтез, де вони утворюються як частина циклу CNO.
Азот-14 є джерелом природного радіоактивного вуглецю-14. Деякі види космічного випромінювання викликають ядерну реакцію з азотом-14 у верхніх шарах атмосфери Землі, утворюючи вуглець-14, який розпадається на азот-14 з періодом напіврозпаду 5700(30) років.

## Азот-15
Азот-15 — рідкісний стабільний ізотоп азоту. Два джерела азоту-15 - це випромінювання позитронів киснем-15 і бета-розпад вуглецю-15. Азот-15 має один із найнижчих перерізів захоплення теплових нейтронів серед усіх ізотопів.
Азот-15 часто використовується в ЯМР (ЯМР-спектроскопія азоту-15). На відміну від більш поширеного азоту-14, який має цілочисельний ядерний спін і, отже, квадрупольний момент, 15N має ядерний спін, що дорівнює 1/2, що забезпечує такі переваги для ЯМР, як вужча ширина лінії.
Відстеження азоту-15 – це метод, який використовується для вивчення циклу азоту.

## Азот-16
Радіоізотоп 16N є домінуючим радіонуклідом в теплоносії водно-водяних реакторів або реакторів з киплячою водою під час нормальної роботи. Він утворюється з 16O (у воді) за допомогою реакції (n,p), у якій атом 16O захоплює нейтрон і викидає протон. Він має короткий період напіврозпаду приблизно 7,1 с,  але його розпад назад до 16O створює гамма-випромінювання високої енергії (від 5 до 7 МеВ). Через це доступ до трубопроводу теплоносія першого контуру у водо-водяному реакторі повинен бути обмежений під час роботи реактора. Це чутливий і миттєвий індикатор витоків із первинної системи теплоносія у вторинний паровий цикл і є основним засобом виявлення таких витоків.